# 619e régiment de circulation routière
Le 619e régiment de circulation routière (619e RCR) est un ancien régiment de l'Armée de terre française.

## Création
Il n'a pas existé de formation de Circulation Routière au niveau groupe ou Régiment avant la fin de la seconde Guerre Mondiale. En conséquence, comme les autres, Régiments de Circulation Routière réserve le 619e R.C.R est l'héritier d'un détachement de Circulation ayant combattu au cours de la Seconde Guerre mondiale. Il s'agit du D.C.R. du 1er Corps d'Armée, qui a fait campagne en 1939-1940, en particulier en Hollande et sur la Somme. Outre sa similitude de fonction, le 619e R.C.R. a pour point commun avec le D.C.R. d'appartenir à un corps d'Armée de même numérotation.

## Histoire
1979-Sous le commandement du colonel COMPAGNON, 1er exercice sur le terrain, le 1er Escadron, aux ordres capitaine CAUSERET met en pratique les "savoir faire du Circulateur acquis depuis la création du Régiment. 
1980-Le capitaine PEQUIGNOT, futur chef de corps, commandant le 2e ECR et concrétise le cycle d'instruction par un exercice dans le secteur de Hauteville (Dijon).
(1981-Le 3e ECR lui emboîte le pas aux ordres du capitaine DEMEUSY (futur Cdt2).
1982-Le 2e ECR "circule" dans la campagne bourguignonne aux ordres du capitaine ALBRECHT (futur chef de corps).
La même année, le colonel Mollet prend le commandement du régiment et se lance dans la "localisation des ECR".
C'est le point de départ d'une cohésion qui ne fera qu'aller en s'amplifiant au fur et à mesure du déroulement des exercices.
Le régiment devient 'majeur' sous son impulsion et se dote de la structure complète d'un régiment d'active.
'Les services' permettent au régiment de fonctionner et remplir sa mission loin de ses soutiens 'paternels assurés par le CM  144 de DOLE (mise sur pied) et le 602e RCR de Dijon (instruction). 
1983-Restructuration complète, les ECR acquièrent leur cohésion.
1984-Exercice 'DOUBS le 619, en zone arrière de CA devient l'image de son grand frère ' Le 602e RCR' Le CA est doté de deux régiments de circulation routière.
1985- Exercice 'MOBEX'ec le 2e ECR, Cne POURCHOT 'futur CDC), le régiment apprend à se mettre sur pied avec le soutien du CM 144 comme le prévoit la Mobilisation'. A l’issue de l'exercice, le COL MOLLET transmet le commandement du régiment au LCL LEPORT qui va poursuivre et confirmer la montée en puissance et en efficacité du 619e RCR.
1986- Exercice 'SAONE'' le 619e RCR montre son savoir faire en assurant le fonctionnement des itinéraires 'logistiques' du CA.
1987-Exercice 'MOSELLE'' sous l'impulsion du COL LEPORT Le Rgt affirme ses capacités et la grande motivation  des personnels servant sous son étendard.
1988-Exercice 'MEUSE' :Toujours des missions identiques au 602e RCR, effectuées avec un professionnalisme qui se forge de cycle d'instruction en cycle d'instruction.
1989-Le "GRAND" Exercice, CHAMPAGNE, 3 ECR sur le terrain, l'armée allemande est de la partie, 180 véhicules sur les routes pour aider le déplacement des forces franco-allemandes. Pour cette manœuvre, le régiment se voit doté des équipements les plus modernes. Les P4 sont de la partie, le FAMAS aussi, le régiment possède le RITA et devient tout à fait capable de réaliser les mêmes missions que son grand frère-fierté et motivation pour les servants !

## Traditions

### Étendard
1984- (26 mars) le 619e RCR reçoit son étendard à Toul devant 17 généraux dont le général BIGEARD MAIR, maire de Toul. 
Il ne porte aucune inscription:

### Insigne
- Écu bleu rouge lion doré rose des vents blanche verte soleil doré.

## Liste des chefs de corps
- 1976-1977-Lieutenant-colonel TRAVAILLOT
- 1977-1978-Lieutenant-colonel Bernard BOURILLOT
- 1978-1979-Lieutenant-colonel Michel CHARUE
- 1979-1982-Colonel Georges COMPAGNON
- 1982-1985-Colonel Gérard MOLLET
- 1985-1989-Lieutenant-colonel Philippe LEPORT
- 1989-1992-Lieutenant-colonel Jean-Marc PEQUIGNOT
- 1992-1996-Lieutenant-colonel Claude ALBRECHT
- 1996-1998-Lieutenant-colonel Gérald POURCHOT